# 舍烹彝族苗族乡
舍烹彝族苗族乡是贵州省一个现已撤销的民族乡，建于1984年9月。位于六盘水市盘县特区北部。与淤泥彝族乡和水城县的花戛苗族布依族彝族乡接壤。
古为于失部领地，龙氏土司管辖；民国时隶属普水乡公所；1953年1月建立舍烹乡人民政府，隶属普古人民公社管辖；1961年12月并入沙河人民公社；1963年2月从沙河人民公社分出建舍烹人民公社，隶普古区公所管辖；1984年经贵州省人民政府批准成立舍烹彝族苗族乡；1992年“撤区并乡建镇”时与普古彝族乡、文阁彝族乡并建普古彝族苗族乡。舍烹彝族苗族乡政府驻地舍烹马场，距县城91公里。1992年，全乡面积65平方公里，辖9个村民委员会，1097户，6225人，彝族占全乡人口的30.1％。